# جویس سومبروک
جویس سومبروک (انگلیسی: Joyce Sombroek؛ زادهٔ ۱۰ سپتامبر ۱۹۹۰) بازیکن هاکی روی چمن اهل هلند است.